# Cultura da Dinamarca

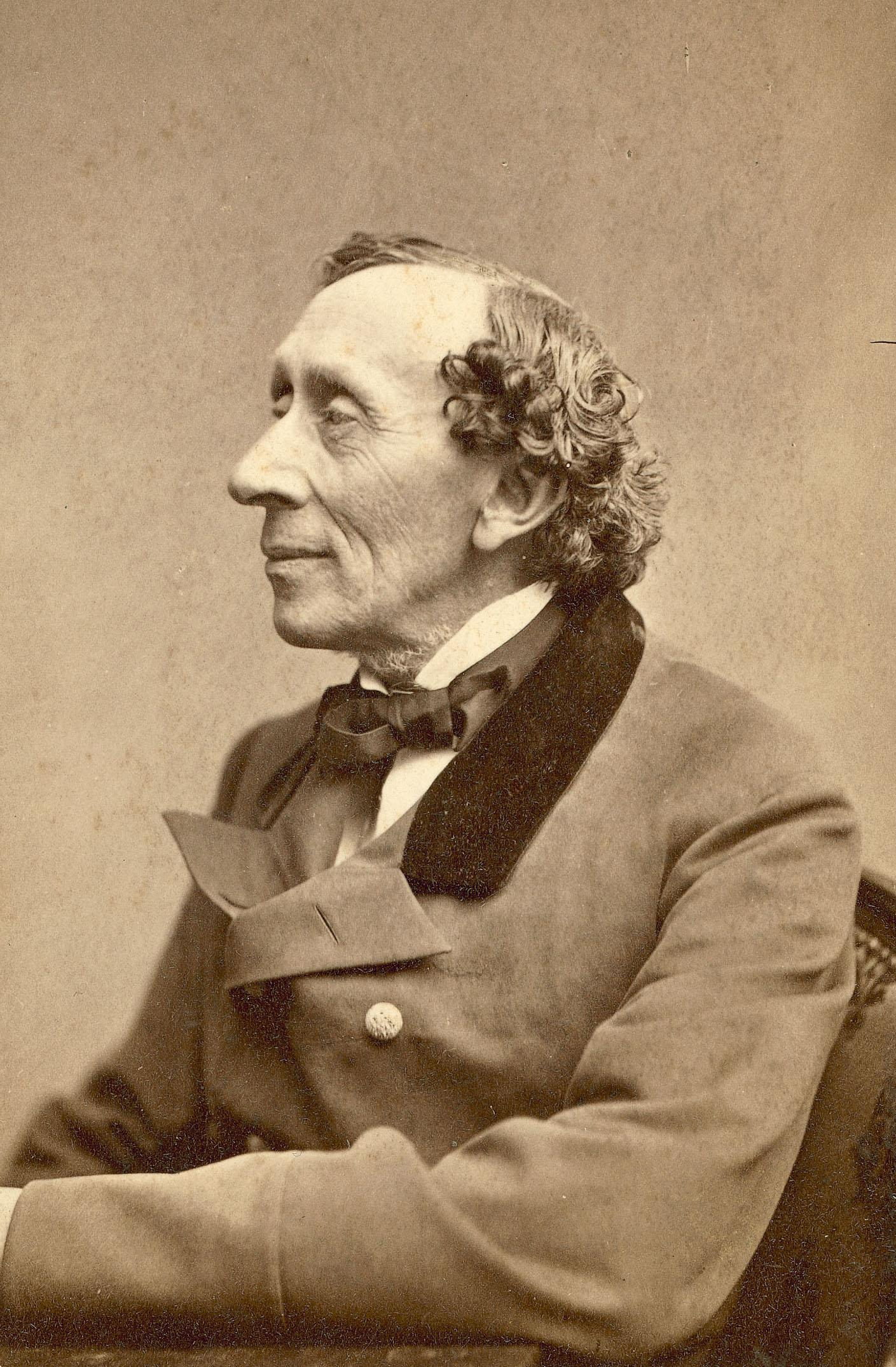
Hans Christian Andersen

Apesar da sua relativamente pequena dimensão na Europa, a Dinamarca é um país de vasta cultura.

## Escritores e filósofos
O dinamarquês mais conhecido é provavelmente Hans Christian Andersen, um escritor famoso principalmente devido aos seus contos de fadas, como As Roupas Novas do Imperador ou O Patinho Feio.
- Karen Blixen, também conhecida como Isak Dinesen, escritora
- Søren Kierkegaard, filósofo existencialista
- K E Løgstrup, filósofo cristão
- Jostein Gaarder, teólogo,filósofo e escritor.
- Hans Christian Andersen
- Sven Hassel

[www.PWG11.co.cc]

## Artes
- Bertel Thorvaldsen, escultor
- Robert Jacobsen (1912-1993) escultor e pintor
- Per Kirkeby, artista (1938-)

### Cinema
- Carl Theodor Dreyer, diretor.
- Lars Von Trier, diretor.
- Thomas Vinterberg, diretor.
- Mads Mikkelsen, ator.
- Viggo Mortensen, ator.

### Arquitetura
Alguns das obras arquitetônicas do país são :
- Catedral de Roskilde
- Castelo de Kronborg
- Igreja de Jelling

O arquiteto mais famoso é Arne Jacobsen.

## Ciência e tecnologia
- Niels Bohr, físico
- Tycho Brahe, astrónomo
- Tycho Brahe, astrônomo.
- Vitus Bering, explorador marítimo, descobridor do Estreito de Bering.

## Culinária
A culinária da Dinamarca, tal como a de outros países escandinavos (Suécia e Noruega) e do norte da Europa em geral, como na Alemanha, é composta de pratos pesados, ricos em gorduras e carboidratos. Isto é devido à sua tradição agrícola e ao clima frio, caracterizado por invernos rigorosos e longos.